# Cantonul Meung-sur-Loire
Cantonul Meung-sur-Loire este un canton din arondismentul Orléans, departamentul Loiret, regiunea Centru, Franța.

## Comune
- Baccon
- Le Bardon
- Chaingy
- Charsonville
- Coulmiers
- Épieds-en-Beauce
- Huisseau-sur-Mauves
- Meung-sur-Loire (reședință)
- Rozières-en-Beauce
- Saint-Ay